# Çaro (Pireneje Atlantyckie)
Çaro – miejscowość i gmina we Francji, w regionie Nowa Akwitania, w departamencie Pireneje Atlantyckie.
Według danych na rok 1990 gminę zamieszkiwało 145 osób, a gęstość zaludnienia wynosiła 36 osób/km² (wśród 2290 gmin Akwitanii Çaro plasuje się na 1031. miejscu pod względem liczby ludności, natomiast pod względem powierzchni na miejscu 1482.).